# Лікарня «Найтінгейл» у Бірмінгемі
Лікарня «Найтінгейл» у Бірмінгемі Національної служби охорони здоров'я Англії (англ. NHS Nightingale Hospital Birmingham) — друга тимчасова лікарня, створена національною службою охорони здоров'я Англії у 2020 році в рамках заходів боротьби з поширенням COVID-19. Вона була побудований у Національному виставковому центрі в Соліхаллі, та відкрита 16 квітня 2020 року. Її будівництво коштувало 66,4 мільйона фунтів стерлінгів і було найдорожчим з усіх тимчасових лікарень «Найтінгейл». 1 квітня 2021 року лікарню закрили, так і не пролікувавши жодного хворого.

## Передумови
Щоб збільшити потужність реанімаційних відділень під час епідемії COVID-19 в Англії, та лікувати хворих на COVID-19, було розроблено плани щодо створення додаткових тимчасових лікарень для тих, хто потребує лікування та догляду. Вони були названі «Лікарні Найтінгейл» на честь Флоренс Найтінгейл, яка прославилася як військова медсестра під час Кримської війни, та вважається засновницею сучасного медсестринської справи.

## Опис лікарні
Лікарня була побудована за 8 днів 400 цивільними особами, 500 працівниками клініки та військового персоналу, вартість будівництва становила 66,4 мільйона фунтів стерлінгів. 10 квітня 2020 року оголошено про початок роботи лікарні, і спочатку планувалося прийняти перших хворих 12 квітня. Лікарня була офіційно відкрита принцом Вільямом, герцогом Кембриджським, через віддалений відеозв'язок 16 квітня.
Лікарня була призначений для підтримки 23 лікарень Мідлендза, та приймати хворих, які одужували від COVID-19, хворих, які потребують менш інтенсивного лікування, і хворих, які потребували паліативної допомоги. Це зменшило б тиск на звичайні лікарні, де лікували найбільш важких хворих. Лікарня керувалась групою університетських лікарень у Бірмінгемі.
Це була друга тимчасова лікарня «Найтінгейл», побудована в Англії після лікарні «Найтінгейл» у Лондоні, яка відкрилася 3 квітня 2020 року у Виставковому центрі Лондона.
Лікарня займала 8-12 та 16 зали виставкового, з'єднані через Атріум. З першого дня там було 496 ліжок, розділених на 4 палати, з можливістю негайного розширення до 800, якщо це необхідно. Був передбачений план другого етапу, який мав би збільшити кількість ліжок, що використовуються, до 2 тисяч, однак у цьому ніколи не було необхідності. У найгіршому випадку було б доступно 4 тисячі ліжок. У лікарні був новий магазин «Tesco» виключно для персоналу лікарні.
У лікарні ніколи не лікувався жоден хворий, оскільки існуючі лікарні могли задовольнити підвищений попит. Вона закрилася 1 квітня 2021 року, менш ніж через рік після відкриття.

## Персонал
У будівництві лікарні брали участь:
- Пол Танді (генеральний директор NEC Group).
- Ентоні Марш (виконавчий директор служби швидкої допомоги Вест-Мідлендс).[16]
- Майор Анджела Лейкок (66 Works Group, 170 Infrastructure Support Engineer Group, Royal Engineers).[14][16]
- Доктор Девід Россер (виконавчий директор Університетської лікарні Бірмінгема).[14][16]
- Ліза Стеллі-Грін (виконавча головна медсестра університетської лікарні Бірмінгема та головна медсестра лікарні).[14]
- Мораг Гейтс (директор проєкту лікарні).